# Spilosmylus formosus
Spilosmylus formosus är en insektsart som beskrevs av Banks 1924. Spilosmylus formosus ingår i släktet Spilosmylus och familjen vattenrovsländor. Inga underarter finns listade i Catalogue of Life.